# 아카데미카 드 코임브라

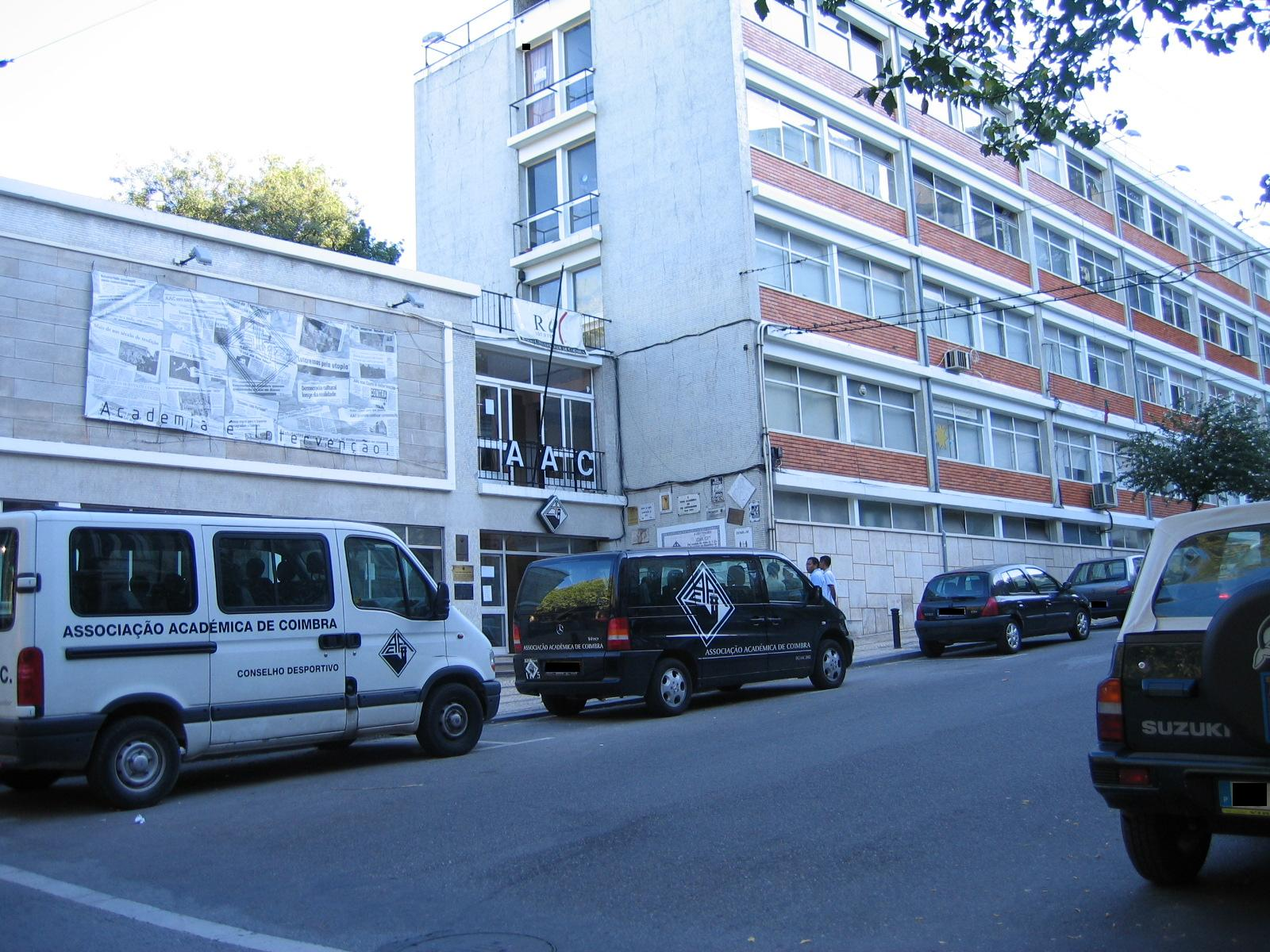

아카데미카 드 코임브라(포르투갈어: Associação Académica de Coimbra – Organismo Autónomo de Futebol (A.A.C. – O.A.F.), Académica de Coimbra), 약칭 아카데미카(Académica)는 코임브라를 연고로 하는 포르투갈의 축구 클럽이다. 현재는 리가 3에 참가하고 있다.
1887년 코임브라 대학교에 재학 중이던 학생들을 주축으로 해서 창단했으며 포르투갈의 스포츠 클럽 가운데 가장 오래된 역사를 자랑한다. 1974년 카네이션 혁명이 발발하면서 프로 축구팀으로 바뀌게 된다.

## 성적
- 포르투갈 리가: 준우승 1회 (1966–67)
- 타사 드 포르투갈: 우승 2회 (1938–39, 초대 우승), (2011–12), 준우승 3회 (1950-51, 1966-67, 1968-69)
- 리가 드 온하: 우승 2회 (1948-49, 1972-73)

## 선수 명단

### 현역
참고: FIFA 자격 규정에 따라 소속된 국가대표팀 국기를 표시합니다. 선수는 복수의 FIFA 비회원국 국적을 가지고 있을 수 있습니다.
| 번호 | 포지션 | 국적 | 이름          |
| ---- | ------ | ---- | ------------- |
| 10   | MF     |      | 루카스 엔리케 |

| 번호 | 포지션 | 국적       | 이름          |
| ---- | ------ | ---------- | ------------- |
| 77   | FW     |            | 아마두 바 시  |
| 80   | DF     | 카보베르데 | 엘비스 멘데스 |

## 역대 감독
| 감독                | 임기        |
| ------------------- | ----------- |
| 헤르츠카 리포       | 1940 ~ 1941 |
| 넬루 빙가다         | 1982 ~ 1983 |
| 조세 코스타         | 1989 ~ 1990 |
| 아르투르 조르즈     | 2002 ~ 2003 |
| 넬루 빙가다         | 2005 ~ 2007 |
| 안드레 빌라스보아스 | 2009 ~ 2010 |
| 세르지우 콘세이상   | 2013 ~ 2014 |
| 조르즈 코스타       | 불명        |